# CD14
CD14‏ (CD14 molecule) هوَ بروتين يُشَفر بواسطة جين CD14 في الإنسان.